# Пембрук
Пе́мбрук (англ. Pembroke [ˈpɛmbrʊk], валл. Penfro [pɛnˈvroː]) — город в Великобритании, на юго-западе Уэльса, в округе Пембрукшир.
В городе расположен замок Пембрук. В нескольких километрах к северу расположен город Пембрук-Док.

## Этимология
Английское название города,замка и графства происходят от названия уэльского кантрева Penfro  образованного из двух слов: "Pen" (переводимого как "конец") и  "bro" (переводимого как "область, земля"). И поэтому его переводят как "окраинная земля" или "мыс" 

## История
Замок Пембрук был построен в 1093 году Роджером Монтгомери. В начале, это была деревянная крепость, но Уильям де Валенс в XIII веке возвел каменные стены.  Вокруг замка и развивался город Пембрук.
Замок Пембрука, был местом рождения Генриха Тюдора ставшего через несколько лет королём Англии Генрихом VII. 
В городе были развиты суконные промыслы связанные с обработкой шерсти. Но из-за торговли с Нидерландами в XVI веке промыслы и город пришли в упадок.
Во время английской революции Пембрук оказался единственным городом в Уэльсе, поддержавшим парламент. В 1648 году Пембрук оказался очагом недовольства сил поддержавших короля против парламента. Руководил  сопротивлением протектору мэр Джон Пойер. Крепость была осаждена войсками Кромвеля. Через два месяца осады в результате сильного огня артиллерии замку нанесли ощутимый урон. После падения крепости, по приказу протектора  башни южной стены были взорваны.
Развитию Пембрука способствовала построенная от Тенби в 1863 году железная дорога. А через несколько лет была построена Great Western Railway связавшая с Витландом.
По оценке российской «Военная энциклопедии»  в 1898 году порт Пембрука посетили 1.582 судна, город имел 2.800 рабочих занятых на судостроительных работах.
В 1909 году город имел 15 тыс. жителей; 12 фортов, морской арсенал, верфь. 
В 1977 году Пембрук был объявлен памятником.

## География
Пембрук расположен в устье реки Кледдау, впадающей в Мильфордскую бухту. Город Пембрук окружен маленькой долины, обрамляемой на всех сторонах лесистой местностью и пахотными сельхозугодьями. 

## Культурные объекты

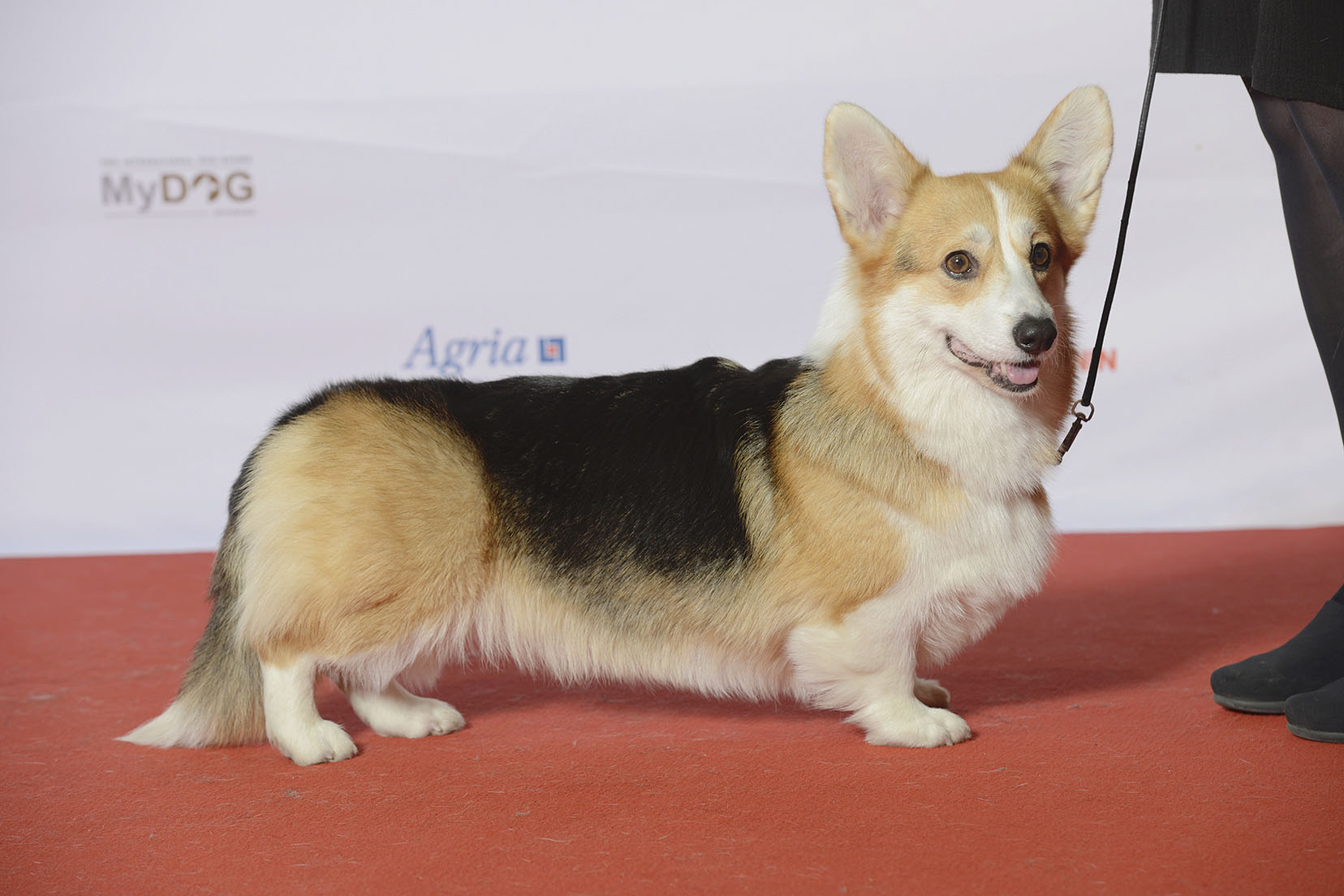
Вельш-корги-пемброк

В городе сохранились дома Тюдоровской и Ганноверского периодов, две исторических церкви: Церковь Святой Марии, бенедиктинский монастырь Monkton Priory. 
Недалеко от города расположены замки Мэнорбир и Карей, Пембрукширский национальный парк.
С Пембруком связывают породу собак Вельш-корги-пемброк.